# تات‌لار، آغ‌داش
تات‌لار، آغ‌داش (به ترکی آذربایجانی: Tatlar) یک منطقهٔ مسکونی در جمهوری آذربایجان است که در شهرستان آغ‌داش واقع شده‌است.